# Longue Marche 6A
La fusée Longue Marche 6A, abrégée en CZ-6A (acronyme de l'appellation chinoise Chang Zheng-6A) est un lanceur moyen de la république populaire de Chine dont le premier lancement a eu lieu en mars 2022. Il comprend deux étages et quatre propulseurs d'appoint. Ce lanceur chinois de deuxième génération est le premier à utiliser des propulseurs d'appoint à propergol solide et des moteurs à ergols cryogéniques. Il dérive du lanceur Longue Marche 6 dont il reprend les moteurs du premier étage et du second étage brulant un mélange semi-cryogénique kérosène / oxygène liquide mais sa capacité est multipliée par quatre (4,5 tonnes en orbite héliosynchrone) grâce notamment à quatre propulseurs d'appoint d'une poussée totale de 480 tonnes. Il est développé par SAST, il utilise certains composants du lanceur lourd Longue Marche 5. Il est lancé depuis la base de lancement de Taïyuan.

## Caractéristiques techniques
Le lanceur Longue Marche 6A dans sa configuration de base comporte deux étages propulsés par des moteurs à ergols liquides utilisant tous un mélange de kérosène et d'oxygène liquide. Sa masse au décollage est de 530 tonnes pour une hauteur de 50 mètres et un diamètre de 3,35 mètres.

### Comparaison avec les lanceurs Longue Marche 6 et 7
| Caractéristique                    | Longue Marche 6A                         | Longue Marche 6                     | Longue Marche 7                   |
| ---------------------------------- | ---------------------------------------- | ----------------------------------- | --------------------------------- |
| Charge utile orbite basse          | ? tonnes                                 | 1,5 tonne                           | 10 tonnes                         |
| Charge utile orbite héliosynchrone | 4,5 tonnes                               | 1 tonne                             | ? tonnes                          |
| Masse                              | 530 tonnes                               | 105 tonnes                          | 595 tonnes                        |
| Hauteur x Diamètre                 | 50 × 3,35 m                              | 29 × 3,35 m                         | 53,1 × 3,35 m                     |
| Propulseurs d'appoint              | 4 × 1 200 kN (propergol solide) ? x 2 m. |                                     | 4 × 1 200 kN (YF-100) ? x 2 m     |
| Premier étage                      | 2 × 1 200 kN (YF-100) ~27 × 3,35 m       | 1 × 1 200 kN (YF-100) 16,8 × 3,35 m | 2 × 1 200 kN (YF-100) 27 × 3,35 m |
| Deuxième étage                     | 1 × 182 kN (YF-115) ~10 × 3,35 m         | 1 × 182 kN (YF-115 ) 5,5 × 2,25 m   | 4 × 182 kN (YF-115) 12 × 3,35 m   |
| Base de lancement                  | Taiyuan                                  | Taiyuan                             | Wenchang                          |
| Coiffe                             | ?                                        | 2,6 × 6,14 m                        | 4 × 14 m                          |

## Historique des lancements
Le premier lancement de la Longue Marche 6A a eu lieu le 29 mars 2022. Le lanceur a placé sur une orbite héliosynchrone le satellite Puijang-2 et la charge utile Tiankun-2. Le lanceur a décollé depuis un nouveau pas de tir construit à Taiyuan.
| no vol | Date (UTC)            | Version | Charge utile                       | Orbite                | Résultat | Commentaire                                                                                        |
| ------ | --------------------- | ------- | ---------------------------------- | --------------------- | -------- | -------------------------------------------------------------------------------------------------- |
| 1      | 29 mars 2022          | CZ-6A   | Pujiang-2, Tiankun-2               | Orbite héliosynchrone | Succès   | Premier lancement de la version 6A du lanceur                                                      |
| 2      | 11 novembre 2022      | CZ-6A   | Yunhai-3                           | Orbite polaire        | Succès   | L'étage supérieur explose en une cinquantaine de débris après la libération réussie du satellite,. |
| 3      | 10 septembre 2023     | CZ-6A   | Yaogan 40A, Yaogan 40B, Yaogan 40C |                       | Succès   | |
| 4      | 31 octobre 2023 22:50 | CZ-6A   | Tianhui 5A Tianhui 5B              | Orbite héliosynchrone | Succès   | |
| 5      | 26 mars 2024 22:51    | CZ-6A   | Yunhai-3 (en) 02                   | Orbite héliosynchrone | Succès   | L'étage supérieur explose.                                                                         |
| 6      | 4 juillet 2024 22:49  | CZ-6A   | Tianhui 5 02A Tianhui 5 02B        | Orbite héliosynchrone | Succès   | L'étage supérieur explose.                                                                         |
| 7      | 6 août 2024 06:42     | CZ-6A   | Qianfan 1 à 18                     | Orbite héliosynchrone | Succès   | L'étage supérieur explose, générant plus de 700 débris.                                            |
| 8      | 15 octobre 2024       | CZ-6A   | Qianfan 19 à 36 (18 satellites)    | Orbite héliosynchrone | Succès   | |
| 9      | 5 décembre 2024       | CZ-6A   | Qianfan 37 à 54 (18 satellites)    | Orbite héliosynchrone | Succès   | |

## Débris
Après le largage de Yunhai 3 à la suite de son lancement le 11 novembre 2022, l'étage supérieur de la Longue Marche 6A s'est brisé en plus de 781 morceaux. L'étage était censé rentrer dans l'atmosphère en un seul morceau puis brûler,. 
Outre la fragmentation de novembre 2022, des événements similaires ont été observés après les lancements du 26 mars 2024, du 4 juillet 2024 et du 6 août 2024. Lors de ce lancement d'août 2024, plus de 700 débris ont été générés à une orbite de 800 km d'altitude, ce qui nécessitera des centaines d'années pour rentrer dans l'atmosphère et ne plus constituer de danger pour les autres satellites. La raison de ces fragmentations n'est pas claire, mais pourrait être liée à la passivation ou à l'isolation de l'étage,.